# Giuseppe Gariboldi
Giuseppe (Francesco Gabriele Patrizio Gaspare) Gariboldi (Macerata, 17 de març de 1833, – Castelraimondo, 12 d'abril de 1905) va ser un flautista i compositor italià.
El 1856, després d'estudiar amb Giuseppe D'Aloe, es va traslladar a París, on va treballar com a compositor i virtuós de flauta. De 1859 a 1861, va concertar a Bèlgica, Països Baixos, Anglaterra i Àustria. Durant la Guerra francoprussiana, el 1870 va treballar a la Creu Roja. De 1871 a 1895, va ensenyar flauta i composició a el col·legi Rollen (ara Lycée Jacques-Decour) a París. El 1905, va tornar amb la seva família a Itàlia.
A més de gran nombre de composicions i transcripcions per a flauta i melodies vocals, va compondre les òperes còmiques Au clair de la lune i La jeunesse de Hoche (1872).